# جاك ديمبسي
جاك ديمبسي (بالإنجليزية: Jack Dempsey)‏ هو لاعب اتحاد الرغبي أسترالي، ولد في 12 أبريل 1994 في سيدني في أستراليا.

## وصلات خارجية
- جاك ديمبسي عل موقع إسبنسكروم (الإنجليزية)
- جاك ديمبسي على موقع ItsRugby.co.uk (الإنجليزية)